# Andreu Báthory
Andreu Báthory (1563 - 1599) fou un Voivoda de Transsilvània, Cardenal Catòlic Romà i Gran Mestre de l'Orde del Drac.
Andreu Báthory era un dels membres més destacats de la influent família dels Bathory, una de les més importants de la noblesa hongaresa de Transsilvània. Encara que inicialment Andreu havia estat cridat a ocupar la funció de clergue, va ser nomenat Voivoda (Príncep) de Transsilvània l'any 1598, quan renunciava el seu cosí Segimon Bathory, Voivoda de Transsilvània, a seguir al capdavant del Principat. Segimon primer abdicava a favor de l'Emperador Rodolf II, que també era Rei d'Hongria i com tal senyor nominal de Transsilvània, tot i que aquest Principat estava sota control de facto dels otomans, essent ells els que li donaren l'estatus d'independència que gaudia a canvi que es declarés tributari del Sultà.
Amb l'abdicació de Segimon el Principat quedava integrat dins de l'estructura del Sacre Imperi Romanogermànic, cosa que no afavoria els interessos de la noblesa hongaresa local, motiu pel qual molts nobles pressionaren Segimon perquè es desdigués de la seva renúncia a favor de l'emperador Rodolf II i nomenés a algú de la seva confiança. La persona triada per Segimon fou el seu cosí, Andreu, que era Cardenal i segons ell era una persona de consens que evitaria la confrontació.
Però aquest consens no fou possible, ja que mentre que el Regne de Polònia i Lituània i els Otomans donaven el seu vistiplau al nomenament d'Andreu, Rodolf II s'oposava, en part perquè l'emperador no veia reconegudes les seves pretensions sobre el Principat i perquè en ser el nomenament d'Andreu Báthory com a Voivoda transsilvà una decisió de consens amb els otomans, aquest fet podia posar en perill la Coalició Antiotomana que el Papa Climent VIII havia propulsat.
Per tot plegat Rodolf II va ordenar al Voivoda de Valàquia, Miquel el Valent, que s'havia declarat vassall seu, trencant així el vassallatge dels prínceps valacs amb el Sublim Porta, que envaís amb el suport de les tropes imperials Transsilvània i deposés Andreu Bathory.
Així les tropes valaques comandades per Miquel el Valent i les imperials al capdavant de les quals marxava Giorgio Basta van derrotar les tropes transsilvanes comandades pel mateix Andreu Bathory el 18 d'octubre de 1599 a la batalla de Şelimbăr. Uns dies després, el 3 de novembre Andreu Bathory era executat pels seus enemics.
Amb la seva derrota i la seva mort, Transsilvània passava a estar sota control de Miquel el Valent, que exercia el títol de Voivoda en representació de l'emperador Rodolf II.